# MagyaROCK Rádió
A MagyaROCK Rádió egy 2006 óta működő interneten hallgatható webrádió volt.

## Zenei irányzat
A rádió – ahogy a nevük is mutatja – magyar rock zenét sugároz. E spektrumot tágítják oly módon, hogy a blues és underground jeles képviselői is helyet kapnak az adásban.
Egyedi műsoraikban külföldi, hasonló stílusú zenét játszó klasszikusok is hallhatók. Hasonlóan a kívánságműsorban nem csak magyar zenét lehet kérni, persze csak abban az esetben hangzik el a külföldi dal, ha az illeszkedik a rádió profiljába.

## Története

### Indulás
A korábbi, 2004-től kezdődő tesztidőszakokat leszámítva, hivatalosan 2006. október 1. óta működik, már egészen a kezdetektől fogva napi 24 órás, azaz folyamatos műsorsugárzással.

### Alapítók és tulajdonosok
Völgyesi Miklós és Radics Béla a tulajdonosok. Jelenleg a tengeren túlon található a műsorszolgáltató szerver, melynek üzemeltetését Bodrogi Zsolt végzi. Gyakorlatilag a három szegedi barát működik együtt a rádió folyamatos működésének fenntartásában, és vállalja az összes feladatot és kötelezettséget vele kapcsolatban.

## Jellemzők
A magazinokat nem számítva több, mint 200 magyar előadó 2500 dala volt hallható 2008 végén, de azóta is bővül a repertoár.
Weboldalukon helyet kapnak a zenevilág aktuális hírei. Részt vesznek koncerteken és lehetőség szerint interjút készítenek neves előadókkal.
Több, jobbára helyi rendezvényt támogatnak. Elsősorban zenei és sporteseményen (biliárd, asztalitenisz) vagy például a 2007-es magyar bajnoki rögbi döntőn láttak el támogatói feladatokat.